# Миколюк Богдан Миколайович
Богда́н Микола́йович Миколю́к — полковник Збройних сил України.

## З життєпису
Станом на березень 2018 року — старший офіцер служби, Командування Сухопутних військ України. Проживає з дружиною, сином та донькою в Києві.

## Нагороди та вшанування
- Указом Президента України № 741/2019 від 10 жовтня 2019 року за «особисту мужність і самовіддані дії, виявлені у захисті державного суверенітету та територіальної цілісності України» орденом Богдана Хмельницького III ступеня[1]